# Ronde van Spanje 2014/Eerste etappe
De eerste etappe van de Ronde van Spanje 2014 was een ploegentijdrit over 12,6 kilometer in Jerez de la Frontera.
Cannondale zette al vroeg een snelle tijd neer. Omega Pharma-Quick-Step, met wereldkampioen tijdrijden Tony Martin in zijn gelederen, was halverwege nog sneller, maar wist dat aan het eind niet vol te houden. Het was uiteindelijk het laatste team dat startte, Team Movistar met de favorieten Alejandro Valverde en Nairo Quintana, dat het snelste was. Van dit team kwam Jonathan Castroviejo het eerst over de finish, en hij kreeg dus de rode trui. Twee jaar eerder kreeg hij al op dezelfde manier de rode trui.

## Uitslag en klassementen
| Rituitslag |                         |         |
| Plaats     | Ploeg                   | Tijd    |
| 1          | Movistar                | 14'13"  |
| 2          | Cannondale              | + 0'06" |
| 3          | Orica-GreenEdge         | z.t.    |
| 4          | Trek Factory Racing     | + 0'09" |
| 5          | Omega Pharma-Quick-Step | + 0'11" |
| 6          | Giant-Shimano           | + 0'16" |
| 7          | Tinkoff-Saxo            | + 0'19" |
| 8          | Belkin                  | z.t.    |
| 9          | BMC Racing Team         | + 0'21" |
| 10         | Lampre-Merida           | + 0'25" |

| Klassement |                      |            |         |
| Plaats     | Naam                 | Ploeg      | Tijd    |
| Rode trui  | Jonathan Castroviejo | Movistar   | 14'13"  |
| 2          | Alejandro Valverde   | Movistar   | z.t.    |
| 3          | Andrey Amador        | Movistar   | z.t.    |
| 4          | Imanol Erviti        | Movistar   | z.t.    |
| 5          | Javier Moreno        | Movistar   | z.t.    |
| 6          | Nairo Quintana       | Movistar   | z.t.    |
| 7          | Gorka Izagirre       | Movistar   | z.t.    |
| 8          | Adriano Malori       | Movistar   | + 0'04" |
| 9          | José Herrada         | Movistar   | + 0'06" |
| 10         | Damiano Caruso       | Cannondale | z.t.    |

1e etappe ·
2e etappe ·
3e etappe ·
4e etappe ·
5e etappe ·
6e etappe ·
7e etappe ·
8e etappe ·
9e etappe ·
10e etappe ·
11e etappe ·
12e etappe ·
13e etappe ·
14e etappe ·
15e etappe ·
16e etappe ·
17e etappe ·
18e etappe ·
19e etappe ·
20e etappe ·
21e etappe
Startlijst · Eindstanden · Afbeeldingen